# Christus Verlosserkathedraal (Oezjhorod)
De Christus Verlosserkathedraal (Oekraïens: Храм Христа Спасиватья), ook: Kathedraal van de Verheffing van het Heilige Kruis (Oekraïens: Кафедральный Хресто-Воздвиженський собор), is een kerkgebouw van de Oekraïens-Orthodoxe Kerk in de Oekraïense stad Oezjhorod.
De kerk staat aan het plein dat vernoemd is naar de heiligen Cyrillus en Methodius. De bouw van de kerk begon in de jaren 1990 en werd voltooid in 2000. De eerste liturgie in de kathedraal werd gevierd op 27 september 2000. Het nieuwe gebouw verving de oude kathedraal, die na het einde van de Sovjetperiode werd teruggegeven aan de Grieks-Katholieke gemeenschap.
De kathedraal is 60 meter hoog. Het gebouw bestaat uit een benedenkerk, de Kerk van het Heilig Kruis (6 meter hoog), en een bovenkerk, de Christus Verlosserkathedraal (hoogte 36 meter). De centrale koepel van de kathedraal draagt een verguld kruis van 8 meter hoog.
Het ontwerp van de kathedraal is grotendeels gebaseerd op de Christus-Verlosserkathedraal in Moskou. De kathedraal heeft een maximale capaciteit van 5000 mensen. De kathedraal heeft ook een conferentiezaal voor 300 personen en een zaal waar ongeveer 100 kwetsbare mensen kunnen eten.
In 2008 viel de Oekraïense veiligheidsdienst de kathedraal binnen om te zoeken naar bewijs van separatistische activiteiten, nadat de Oekraïense regering de rector van de kathedraal, Dmytro Sydor, de leider van het Congres van Karpatische Roethenen, beschuldigde van separatisme. Sydor zelf ontkende de beschuldigingen en zei dat hij alleen streeft naar een vorm van autonomie in Oekraïne.